# James Webb-teleskopet

Storleksjämförelse mellan Hubbles och James Webbs primärspeglar.

James Webb-teleskopet (James Webb Space Telescope, förkortad JWST, även känt för sitt tidigare namn Next Generation Space Telescope, förkortat NGST), namngett efter före detta Nasa-chefen James E. Webb, är ett rymdteleskop och efterföljaren till både Hubbleteleskopet och Spitzerteleskopet. Teleskopet skickades upp i rymden på juldagen 2021, från den europeiska rymdbasen Kourou i Franska Guyana med hjälp av en Ariane 5-raket. JWST är ett samarbete mellan NASA, ESA och Canadian Space Agency.

## Vetenskapliga mål
- Studera de första ljusa objekten som bildades i universum cirka 400 miljoner år efter big bang.[4]
- Studera hur galaxerna bildas och utvecklas.
- Studera stjärnornas och planeternas födelse.
- Studera solsystemet och exoplaneter runt andra stjärnor.

## Teknik
Teleskopet är ett IR-teleskop vilket innebär att det registrerar infraröd strålning. Det har även förmåga att uppfatta delar av det synliga ljuset. Fördelar med observationer i infrarött är att det är lättare att tränga genom regioner fyllda av rymdstoft samt att kalla objekt som bruna dvärgar och exoplaneter primärt utsänder sin strålning i infrarött. Dessutom blir det betydligt lättare att observera det unga universum eftersom de tidigaste objekten är rödförskjutna på grund av universums expansion.
Spegeln är inte gjord i en del utan består av 18 segment och är 6,5 meter i diameter. För att spegeln ska få plats i bärraketen måste tre segment på varje sida vikas in bakom huvudsektionen på tolv segment. Spegeln är tillverkad av metallen beryllium som är lätt och stark.
JWST kommer att ligga i omloppsbana runt solen i en av jordens lagrangepunkter (L₂) på cirka 1,5 miljoner km avstånd från jorden. På så sätt kommer teleskopet inte att störas av ljus och värmestrålning från jorden, och för att skydda det från solljuset har det dessutom en stor solsköld.

## Instrument
MIRI (Mid-Infrared Instrument) är en kamera och spektrograf som är känslig för våglängder i intervallet 5–27 µm (spektrografen upp till 29 µm). Instrumentets sensor kyls ned till 7 kelvin.
NIRCam (Near-Infrared Camera) är en kamera med stort synfält och hög upplösning och är känslig i området 0,6–5 µm.
NIRSpec (Near-Infrared Spectrograph) är en spektrograf som kan mäta spektra på mer än 100 objekt samtidigt. Våglängdsområdet är 1–5 µm.
FGS (Fine Guidance Sensor) är en kamera som används för att rikta teleskopet mot förprogrammerade ledstjärnor. Ledstjärnorna täcker in 95% av himlen. Teleskopet kan riktas med en känslighet på ungefär en millibågsekund.

## Svenska bidrag
Svenska forskare har deltagit i förberedelserna för teleskopet och tillsett leverans av komponenter till instrumentet MIRI. Det rör sig om stråldelare för spektrografin samt filter för infrarött ljus som tillverkats av Spectrogon AB i Täby. Företaget RUAG Aerospace i Göteborg har levererat antenner som används för att sända data från teleskopet till jorden.

## Aktivering
För att kunna skjutas upp, var teleskopets huvudspegel, optik, värmesköld, radiatorer, solpaneler och kommunikationsantenner ihopvikta. Under teleskopets första 13 dagar i rymden kommer alla dessa delar vecklas ut. De följande månaderna kommer användas för att kalibrera teleskopet.